# 中華人民共和国労働契約法
中華人民共和国労働契約法（ちゅうかじんみんきょうわこくろうどうけいやくほう）とは2007年6月29日に第10回全国人民代表大会常務委員会第28回会議で採択され、同年6月公布、翌2008年1月1日より施行された、労働契約制度を整備し、労働契約双方の当事者の権利及び義務を明確にし、労働者の合法的権益を擁護し、調和のとれた安定的労働関係を構築、発展させるための法律である。なお中国語原文表記は、「中华人民共和国劳动合同法」である。

## 概説
同法は、8章98条で構成され、第1章「総則」（第1条から第6条）、第2章「労働契約の締結」（第7条から第28条）、第3章「労働契約の履行と変更」（第29条から第35条）、第4章「労働契約の解除と終了」（第36条から第50条）である。第5章「特別規定」は、第1節（第51条から第56条）、第2節「労働派遣」（第57条から第67条）、第3節「非全日制雇用」（第68条から第72条）に分かれる。第6章「監督検査」（第73条から第79条）、第7章「法律責任」（第80条から第95条）、第8章「附則」（第96条から第98条）である。

## 背景と沿革
国有企業が計画経済体制のもとで活動していた1970年代まで、労働者の就業は基本的に国によって保障され、失業者は存在しないものとされた。実際には失業状態にある者も存在したが、そうした状況は一時的なものとみなされ、彼らは「失業者」ではなく、「待業者」と呼ばれた。国は労働者に職場を保障しなければならなかったが、労働者にとっては、職場は国によって与えられるものであり、職業を選択する自由は与えられていなかった。1978年の中共11期三中全会で「改革開放」路線が打ち出され、市場経済への移行が進むにともない、このような関係は急速に解消され、国有企業に解雇権が与えられる一方、労働者にも職業選択の自由が与えられ、労働力市場が形成されることになった。これにより国有企業は終身雇用制から転換して、労働契約制に移行することになった。国有企業に労働契約が初めて導入されたのは、1986年の国営企業労働契約制実施暫定規則によってである。この段階では、まだ多くの企業は終身雇用制を基本としており、労働契約は部分的にしか導入されなかった。ようやく1993年に中華人民共和国公司法が制定され、国有企業が株式会社に移行し始めたこと、1994年に中華人民共和国労働法が制定され、労働契約制への全面的な移行が促されたことで、労働契約は急速に普及することになった。労働契約の普及は、多様な雇用形態を生み出し、安価な賃金を前提とする労働力市場の拡大が中国経済の拡大を支えるという構図を確立する一方、安価な労働力を確保する必要性が、労働者の権利をなおざりにする傾向を助長した。貧しい農村地域から、賃金収入を求めて大量の労働者が都市へ流入したが、都市戸籍を得られない「農民工」の多くは、二級市民として差別され、貧困から抜け出せない生活を余儀なくされている。

## 本法の制定
労働契約制度に伴う雇用形態の多様化が、かえって労働者の権利を弱める効果をもたらした問題に対応するため、ようやく2007年になって本労働契約法が制定された。同法の起草にあっては、労働者の権利を強化することは、企業経営を圧迫する要因となりかねず、経済の発展にとって好ましくないとする意見も少なからずあったが、上述の経緯を踏まえて、労働契約法は労働者の権利保護に重点を置き、労働力の使い捨てを厳しく制限する内容となっている。具体的には、労働契約の書面による締結を義務付け、短期雇用契約の繰り返しを制限し、派遣労働に対する雇用者側の義務を明確化するなど、労働契約の規範化を雇用者責任の明確化を、主な特徴としている。

## 本法の意義と規定内容
労働契約とは、使用者と労働者間の労働関係に関する合意である。労働関係の基礎となるのは、労働者が使用者の指揮命令のもとで労働する義務、そして使用者がこれに対して賃金（報酬）を支払う義務である。ただ、労働契約上の義務は単にこれらに限られない。労働者にとって労働とは生活の基盤をなすものであり、また労働者の立場は一般に使用者に比べて圧倒的に弱いため、とくに使用者に対しては、労働者の権益保護のためにさまざまな義務や規制が課されている。こうした労働契約に関する基本的な事項に定めたのが本法であり、歴史上にも実務上にも意義の大きい契約である。

### 書面契約
労働契約の締結ないし成立に関する労働契約法の規定で、とくに注目されるのが、書面性に対する強い要求である。使用者と労働者との間で労働関係が確立される場合は、必ず書面により契約を締結しなければならないと明記されている。この書面には、契約の期限、業務内容、勤務地、勤務時間、休憩・休暇、賃金、社会保険等の必要的記載事項が定められている。

### 労働契約の期間
労働契約は、契約期間についてどのように定めるかにより、固定的な期間のない労働契約（無固定期間労働契約）と固定的な期間を定めた労働契約（固定期間労働契約）に分かれる。両者の最大の違いは、契約期間の満了によって労働契約が終了するか否かにある。前者では期間の設定がないため契約を終了するには正当な終了事由が必要になり、労働者の地位が安定的であるのに対し、後者では基本的に期間満了により労働契約が終了してしまう。そこで固定期間労働契約については、固定期間労働契約の濫用による労働者の地位の不安定化の防止のため、10年以上の勤続となった場合や、連続して2度固定期間が締結された後の更新の場合などは、労働者が引き続き固定期間を希望しない限り、無固定期間労働契約に移行しなければならないと定める。

### 解除・終了
本法において、当事者の意思にもとづく契約の終了を「労働契約の解除」という。労働者の側からは、30日の予告期間をおけば特別の事由がなくとも解除することができる。他方使用者の側からは、業務不適任の場合（但し研修や配置転換で調整してなお業務で不適任である等の一定の事由があることが必要）30日の予告期間をおいた解除が認められている。労働者が就業規則等に照らして著しい違反行為を行った場合、重大な職務怠慢や私利のために不正行為を行い使用者に重大な損害を与えた場合には予告期間をおかず即時解除が認められる。使用者側の経営に重大な困難が生じた場合や、企業の生産の転換、重大な技術革新または経営方式の調整のために人員削減の必要が生じた場合、企業破産法に従った更生手続きに入った場合などは、労働組合等からの意見聴取や当局への届出等の手続きを経ることにより、相当数（20人以上、または企業従業員の10%以上）の労働者を同時に解雇する、いわゆる整理解雇を行うことが可能とされている。